# Триган
Триган (яп. トライガン, Торайган, англ. Trigun) — науково-фантастичний аніме серіал в стилі вестерн та постапокаліпсис. Знятий в 1998 році студією «Madhouse» на основі однойменної манґи.
Пізніше манґа видавалася під назвою «Trigun Maximum». У квітні 2007 в Японії вийшов останній 97-й розділ 15-го тому.

## Світ
Дія відбувається на пустельній планеті Ґансмоук (Gunsmoke), яку люди заселили понад сто років тому та яка за антуражем дуже нагадує американський Дикий Захід. За голову «Людини-Тайфуну» Ваша Панікера, відомого так само як «Легендарний Стрілець» або «Легендарний Злочинець», призначена нечувана нагорода в 60 млрд. «подвійних доларів» (60,000,000,000$$) за одноосібне руйнування ним цілого міста.
Меріл Страйф і Міллі Томпсон — представники «Bernardelli Insurance Society», великої страхової компанії, їм обом було дано завдання розшукати «Злочинця номер один» і, за можливості, звести до мінімуму збитки яких він завдає. Проте, як виявилось, Ваш — зовсім не божевільний і кровожерний монстр, яким його описують численні чутки, а швидше один суцільний невдалий збіг обставин. Ваш поводиться як дві абсолютно різні людини, то як повний ідіот, то як нестримний воїн. Володіючи нелюдською майстерністю володіння зброєю, Ваш, проте, переконаний пацифіст, що присвятив своє життя тільки «миру і любові» і використовує свою зброю тільки для того, щоб рятувати життя всіх без винятків, — і друзів, і ворогів.

## Сюжет
Манґа починається з того, що всі в місті під керівництвом мера стріляють у Ваша і переслідують його, бажаючи отримати призначену за нього нагороду. Ваш Панікер уникає можливих жертв і руйнувань, але не може зупинити оточуючих від насильства.
Дізнавшись про те, що Ваш у місті, туди приходять два втікача-злочинця. Але дві співробітниці страхової компанії, що з'явилися в місті, оголосили, що федеральний уряд вважає Ваша не злочинцем, а стихійним лихом, тому нагороду за нього не виплатять. Тому місто отримало нагороду за втікачів.

## Персонажі

Головні герої аніме: (зліва-направо) Ніколас, Ваш, Меріл та Міллі

Ваш Панікер (яп. ヴァッシュ・ザ・スタンピード) — головний герой. Також відомий як Ваш Тайфун та Легендарний Стрілець. За нього обіцяно нагороду в 60 мільярдів $$. Вважається кровожерним розбійником та має дуже погану репутацію. Насправді всі руйнування завдані Вашем спричинені невдалим збігом обставин та табунами мисливців за його головою. Сам він сповідує ідею «миру та любові» та ніколи не підніме зброю, щоб вбити когось.
Ніколас Д. Вульфвуд (яп. ニコラス・D・ウルフウッド) — коли Ніколас вперше зустрічається з Вашем, то представляється священиком. Ніколас чудовий снайпер та спритний боєць. Хоча його вчинки направлені на добру справу він ніколи не вагається використати зброю. Завжди носить з собою важкий хрест. Коли його питають, чого хрест такий важкий, то відповідає, що він наповнений милосердям.
Меріл Страйф (лат. メリル・ストライフ) — працівниця страхової компанії «Bernardelli Insurance Society». Була послана разом з Міллі Томпсон знайти Ваша та якомога зменшити кількість руйнувань спричинених їм. Була дуже здивована, коли все ж зустріла Ваша, бо вважала його кровожерливим злочинцем. Доволі низького зросту (в манзі ще менша).
Міллі Томпсон (яп. ミリィ・トンプソン) — асистент та подруга Меріл Страйф. Дуже висока та сильна (носить з собою модифікований кулемет). Дуже кмітлива і розумна, хоча прикидається дурнуватою.

## Манґа
У лютневому випуску 1995 року журналу «Shonen Captain» вийшов перший розділ «Trigun», а через два місяці манґа починає виходити регулярно. Це стало дебютною роботою манґаки Ясухіро Найтоу.
Проте в 1997 році «Shonen Captain» припинив видаватися і безробітного манґаку запросили працювати в журнал «Young King Ours». Спочатку планувалося, що Найтоу займеться новою історією, проте авторові дуже не хотілося кидати своє дітище нескінченим. Видавництво пішло на зустріч і в 1998 році манґа продовжила виходити під новою назвою «Trigun Maximum».
Сюжет «Trigun Maximum» (яп. トライガンマキシマム) розповідає про події, що відбуваються через два роки після оригінальної манґи, хоча сама вона на той момент не була завершена і обривалася десь на середині. Пропущені розділи були видані пізніше. «Trigun Maximum» відрізняється серйознішою атмосферою, що, можливо, пов'язано з дорослішою аудиторією нового журналу. Проте сам Найтоу стверджує, що обидва його творіння не можна розглядати у відриві одне від одного. «Максимум» не сиквел і навіть не продовження, а частина тієї ж історії.

## Аніме
У 1998 році по манзі «Trigun» було знятий двадцяти шести серійний аніме серіал, режисером якого став Сатоші Нішімура. Аніме було зняте студією «Madhouse» і показане по TV Tokyo. Автором сценарію став Йосуке Курода, дизайном персонажів і механізмів зайнялися Такахіро Йошімацу і Норіюкі Джінґуджі, музику до аніме написав Цунео Іматорі.
На превеликий жаль фанатів аніме, Найтоу заявив, що продовження серіалу швидше за все не буде, оскільки показана історія підійшла до свого повного логічного кінця. Проте, Масао Маруяма, засновник студії «Madhouse», в своєму інтерв'ю від жовтня 2005 року британському аніме-журналу «Neo magazine» повідомив, що студія в цей час працює над повнометражним фільмом Trigun X. У травні 2007 року Ясухіро Найтоу так само підтвердив дану інформацію і уточнив, що на даний момет закінчуються передпроектні роботи. Вихід фільму так само призначений на 2007 рік.
Сюжет фільму тримається в секреті і не відомо, чи буде це рімейк старого аніме, або ж його сиквел.

### Музика

#### Trigun: The First Donuts
1. No Beat
2. Big Bluff
3. Blood and Thunder
4. Knives
5. Permanent Vacation
6. Blue Funk
7. Philosophy in a Tea Cup
8. NOT AN ANGEL
9. Cynical Pink
10. Sound Life — REM
11. Kaze-wa Mirai-ni Fuku (яп. 風は未来に吹く, - Wind Blows In the Future)
12. H.T.
13. Winners
14. Never Could Have Been Worse
15. Stories to Tell
16. People Everyday
17. Fool's Paradise
18. YELLOW ALERT
19. Carrot & Stick
20. Perfect Night

#### Trigun: The Second Donuts
1. Love and Peace (яп. ラヴ＆ピース)
2. Nerve Rack
3. Rakuen (яп. 楽園, - Paradise)
4. West Slag (яп. ウエスト・スラング)
5. Unhappy Song
6. Kuroneko Ku-Kan (яп. 黒猫空間, - Black Cat Dimensia)
7. Colorless Sky
8. Trigun Maximum (яп. トライガン・マキシマム)
9. Hash Hash
10. Lost Planet
11. Blue Spring
12. H.T. (Destoyingangel　mix)
13. Zero Hour
14. Insurance #1
15. The Lowdown
16. Insurance #2
17. Gunpowder Tea
18. Insurance #3
19. Cheers!
20. Scattered Rain
21. Pierce (яп. ピアス)
22. Blue Summers
23. Suna no Hoshi (яп. 砂の星, - Sandy Planet)

#### Trigun Spicey Stewed Donut
1. H.T.
2. NO-BEAT
3. Big Bluff
4. Unhappy Song
5. PHILOSOPHY in a Tea Cup
6. Cynical Pink
7. Nerve Rack
8. Zero Hour
9. KNIVES
10. Permanent Vacation
11. BLUE FUNK
12. YELLOW ALERT
13. Carot & Stick
14. Suna-no-hoshi
15. Kaze-wa Mirai-ni Fuku (яп. 風は未来に吹く, - Wind Blows In the Future)

## Назва
Назва «Trigun» є відсиланням до Ваша, що є власником відразу трьох різних видів зброї: довгоствольного револьвера, захованого в лівій руці пістолета (аналог пістолета-кулемета) і, найважливіше, своєї «Руки Ангела». Проте одним головним героєм справа не обмежується, багато інших персонажів так само мають комплект з трьох видів унікальної зброї, тобто Trigun. Так Н. Д. Вульфвуд носить хрест, «Cross Punisher», в якому одночасно і 6 пар ручних пістолетів, і кулемет, і багатозарядна ракетниця. Лівіо Даблфанґ, разом зі своїм альтер-его Лазло, по ходу сюжету є власником відразу трьох хрестів «Cross Punisher», за що і отримує титул «Trip of Death», як з'ясовується згодом, «Trip» — це скорочення від «Tri-punisher».